# 第三十屆十大中文金曲頒獎音樂會
第三十屆十大中文金曲頒獎典禮於2008年1月13日及19日舉行。為了慶賀金曲三十而立，主辦單位該年首次將頒獎儀式一分為二，率先於1月13日在香港電台舉行「第三十屆十大中文金曲頒獎典禮」頒發部份獎項，其餘獎項則於1月19日在紅磡香港體育館舉行的「第三十屆十大中文金曲頒獎音樂會」中頒發，務求有更充裕的時間在音樂會中與樂迷重溫香港流行樂壇的成長路。

## 重溫已故歌手經典金曲
此部份先由DJ車淑梅用一段長長的講辭帶出這些已故歌手廣為人知的金曲，再請這些新一代的年青歌手演繹。
- 衛蘭--《情人》黃家駒
- 側田--《親情》 羅文
- 泳兒--《月亮代表我的心》 鄧麗君
- 張敬軒--《漣漪》 陳百強
- 謝安琪--《赤的疑惑》 梅艷芳
- 孫耀威--《追》 張國榮

## 表演
- 區瑞強、麥潔文 經典廣播劇主題曲